# Guatemalské letectvo
Guatemalské letectvo (španělsky Fuerza Aérea Guatemalteca, zkratkou FAG) je letectvo Guatemaly. Je podřízeno velení armády a v jejím rámci tvoří součást ozbrojených sil země.
Guatemalské letectvo je organizováno, vybaveno a cvičeno k plánování, provádění a zajištění operací obrany země vztahujících se k nasazení leteckých sil. Ve spolupráci s pozemními a námořními silami zajišťuje bezpečnost a obranu vzdušného prostoru státu, včetně oblasti výsostných vod, jakož i přilehlé a výlučné ekonomické zóny.

## Přehled letecké techniky

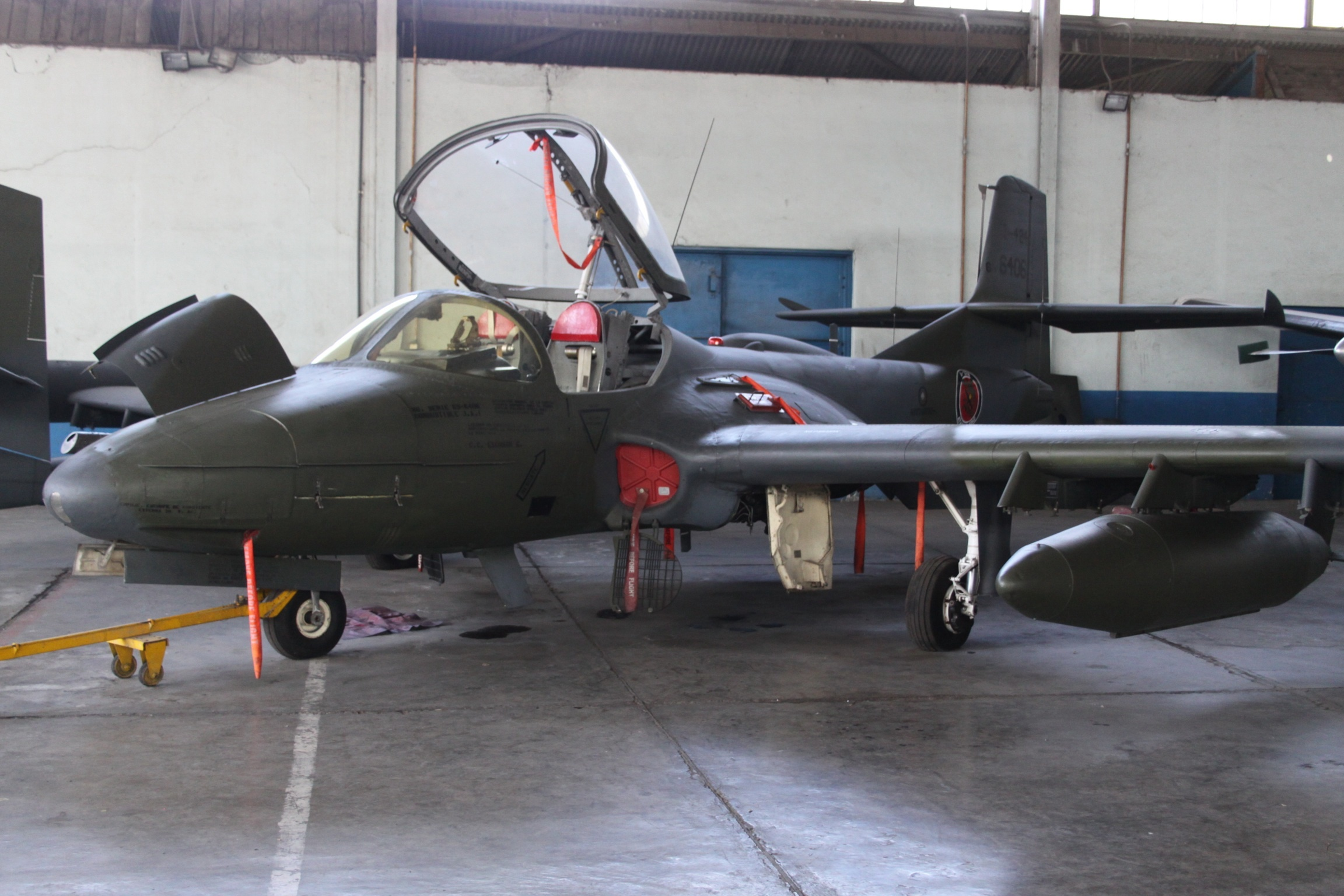
Guatemalská Cessna A-37 Dragonfly.

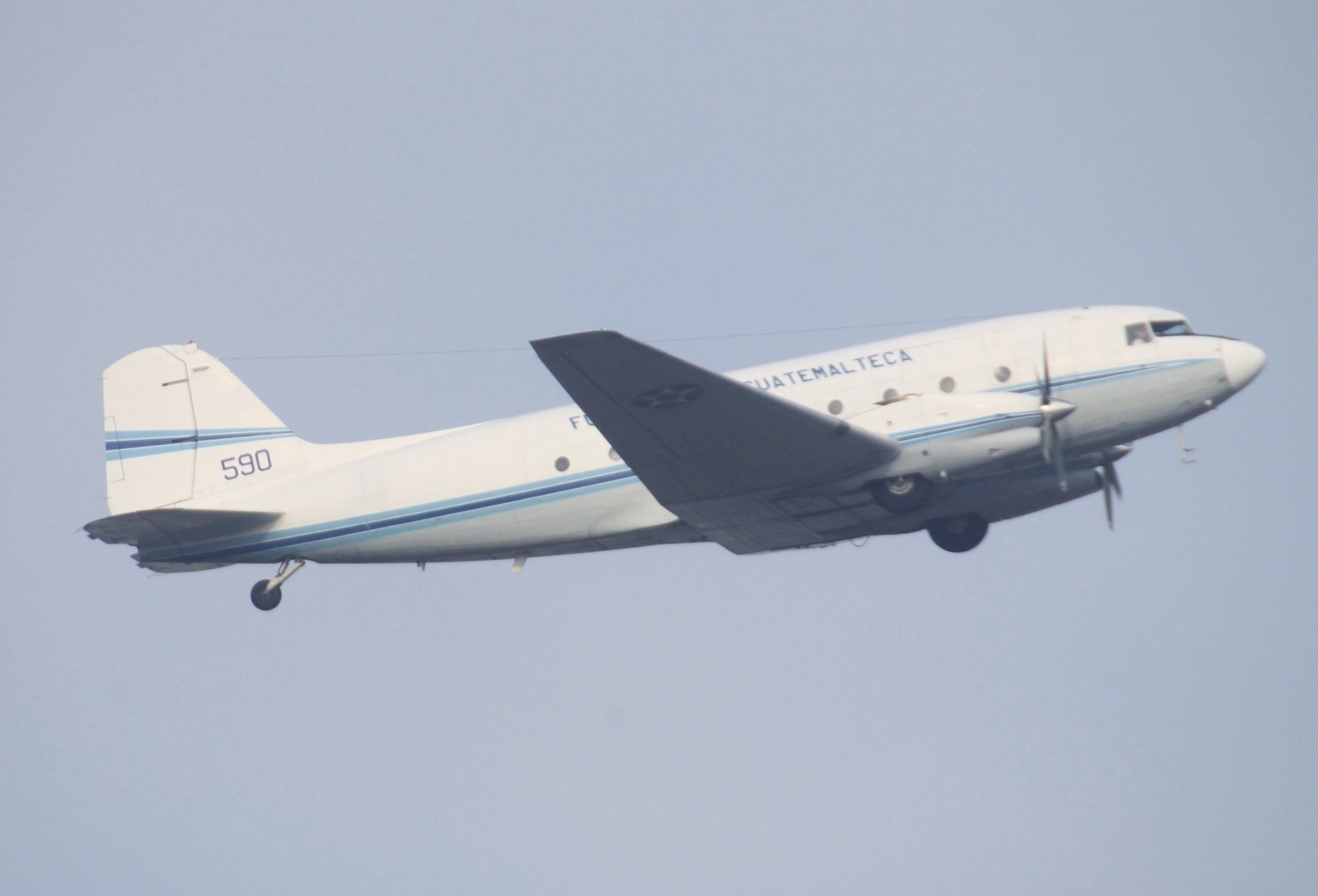
Guatemalský Basler BT-67.

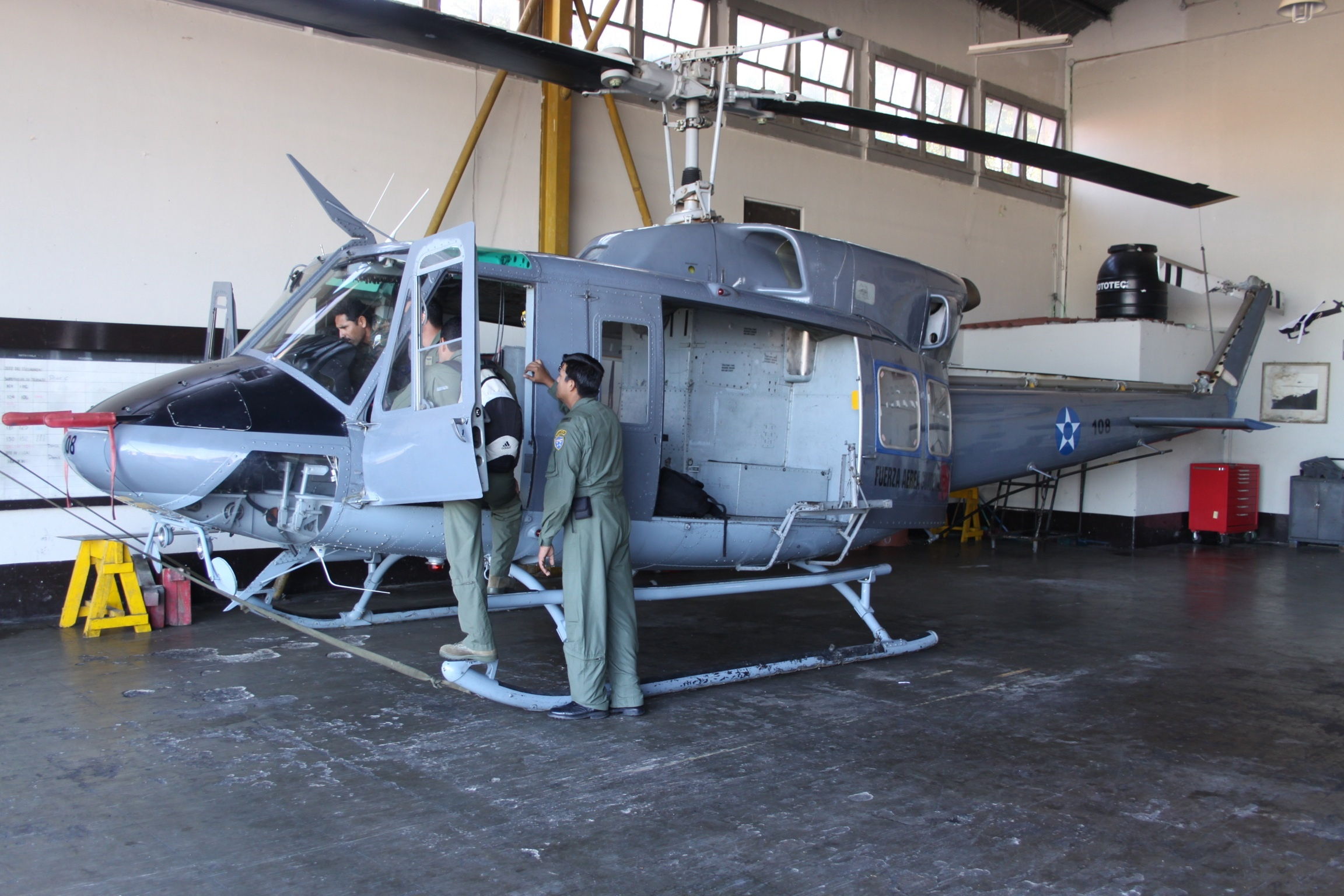
Bell 212 při údržbě.

Tabulka obsahuje přehled letecké techniky Guatemalského letectva v roce 2017 podle Flightglobal.com.
| Název                          | Fotografie     | Původ          | Určení                                            | Verze          | Ve službě      | Poznámky |                |
| Bojové letouny                 | Bojové letouny | Bojové letouny | Bojové letouny                                    | Bojové letouny | Bojové letouny | Bojové letouny | Bojové letouny |
| ------------------------------ | -------------- | -------------- | ------------------------------------------------- | -------------- | -------------- | --- | -------------- |
| Cessna A-37 Dragonfly          |                | USA            | lehký bitevní letoun                              | A-37B          | 3              | Guatemalské exempláře se od ostatních strojů varianty B odlišují avionikou a nedisponují schopností tankování paliva za letu. |                |
| Pilatus PC-7                   |                | Švýcarsko      | cvičný a lehký bojový letoun                      |                | 1              | |                |
| Dopravní a transportní letouny |                |                |                                                   |                |                | |                |
| Basler BT-67                   |                | USA            | užitkový/taktický transportní letoun              |                | 3              | Typ vznikl modernizací Douglasu DC-3.                                                                                         |                |
| Beechcraft King Air            |                | USA            | lehký dopravní letoun                             | King Air 90    | 1              | |                |
| Beechcraft Super King Air      |                | USA            | lehký dopravní letoun                             | King Air 200   | 1              | |                |
| Cessna 208 Caravan             |                | USA            | užitkový/lehký dopravní letoun                    |                | 1              | |                |
| IAI Arava                      |                | Izrael         | užitkový/lehký transportní letoun vlastností STOL |                | 1              | |                |
| Fokker F27 Friendship          |                | Nizozemsko     | taktický dopravní letoun                          |                | 1              | |                |
| Vrtulníky                      |                |                |                                                   |                |                | |                |
| Bell 205                       |                | USA            | víceúčelový/transportní vrtulník                  |                | 1              | |                |
| Bell 206                       |                | USA            | užitkový vrtulník                                 |                | 1              | |                |
| Bell 212/Bell 412              |                | USA            | transportní vrtulník                              |                | 3              | |                |
| Bell UH-1 Iroquois             |                | USA            | víceúčelový vrtulník                              | UH-1H          | 14             | |                |
| Cvičná letadla                 |                |                |                                                   |                |                | |                |
| ENAER T-35 Pillán              |                | Chile          | letoun pro základní výcvik                        |                | 4              | |                |